# Roca de Boissavila
La roca de Boissavila (en occità, Lo ròc de Boissavila) és una muntanya de 1247 m d'altitud situada a la fita entre la Fenolleda administrativa i la vall de Santa Creu, a l'Aude, que pertany històricament i geogràficament a la Fenolleda. Així mateix marca el límit occidental de la comarca natural de l'Altiplà de Sornià. Forma part de la serra de Madres, i pertany als termes de Ginclà a l'oest i Virà i Fenollet a l'est.